# Secamone australis
Secamone australis är en oleanderväxtart som beskrevs av J. Klackenberg. Secamone australis ingår i släktet Secamone och familjen oleanderväxter. Inga underarter finns listade i Catalogue of Life.